# 翁仁康
翁仁康（1960年—），男，浙江萧山人，中国莲花落表演艺术家，现任中国曲艺家协会副主席，浙江省文联副主席、浙江省曲艺家协会主席，杭州广播电视台生活频道《我和你说》节目主持人。